# 和気鵜飼谷温泉
和気鵜飼谷温泉（わけうがいだにおんせん）は、岡山県和気郡和気町にある温泉である。

## 泉質
- アルカリ性単純温泉（低張性アルカリ性低温泉）
  - 泉温　34.5℃

## 温泉地
和気町中心地から少し離れた吉井川沿いの郊外に、日帰り温泉施設と宿泊施設を兼ねた一軒宿「和気鵜飼谷温泉」が存在する。
一軒宿とはいえ、温泉の他にも温水プールや日本庭園を設けている。

## 歴史
- 1995年（平成7年）10月　- 開業。

## 施設

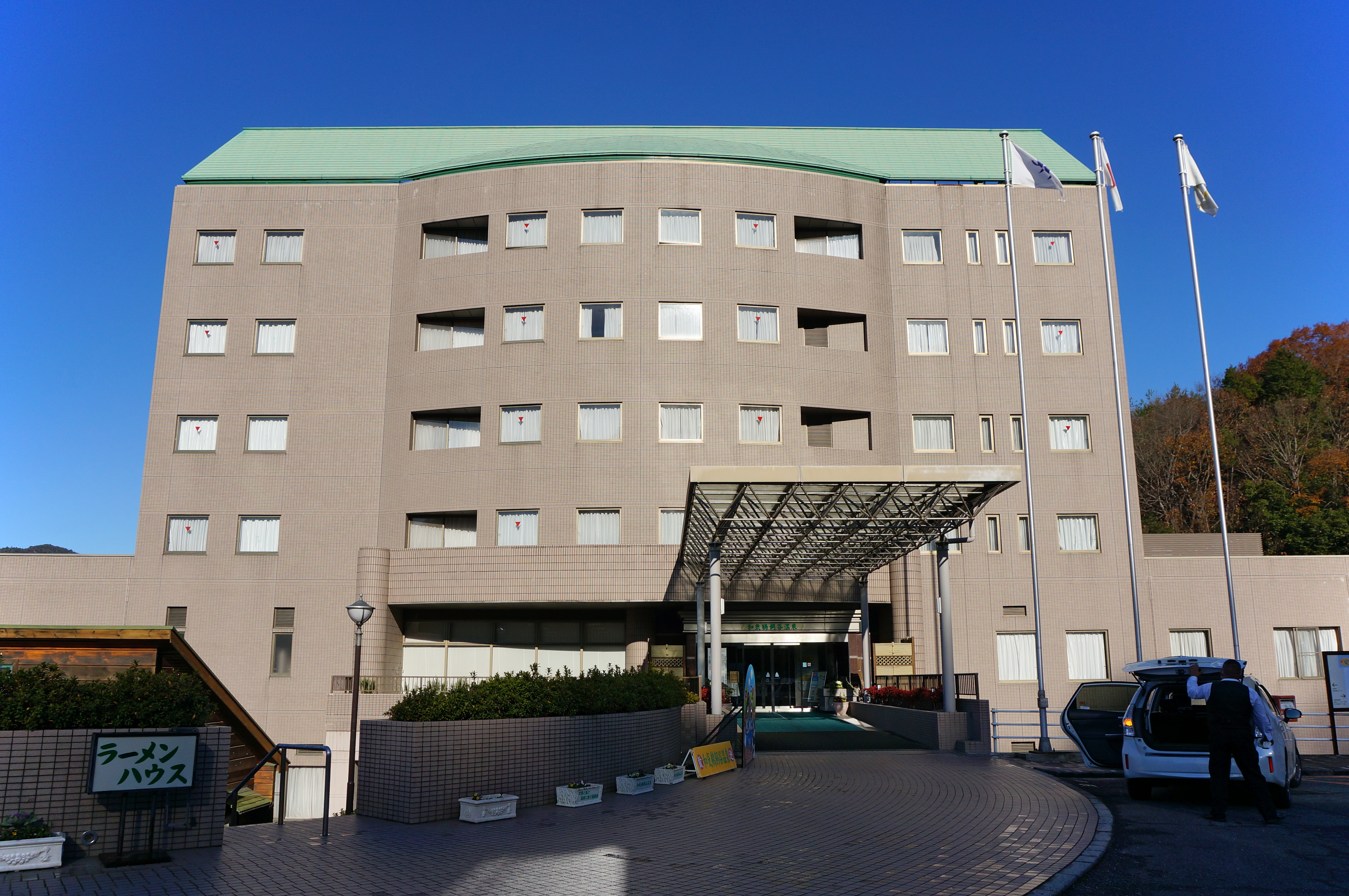
本館
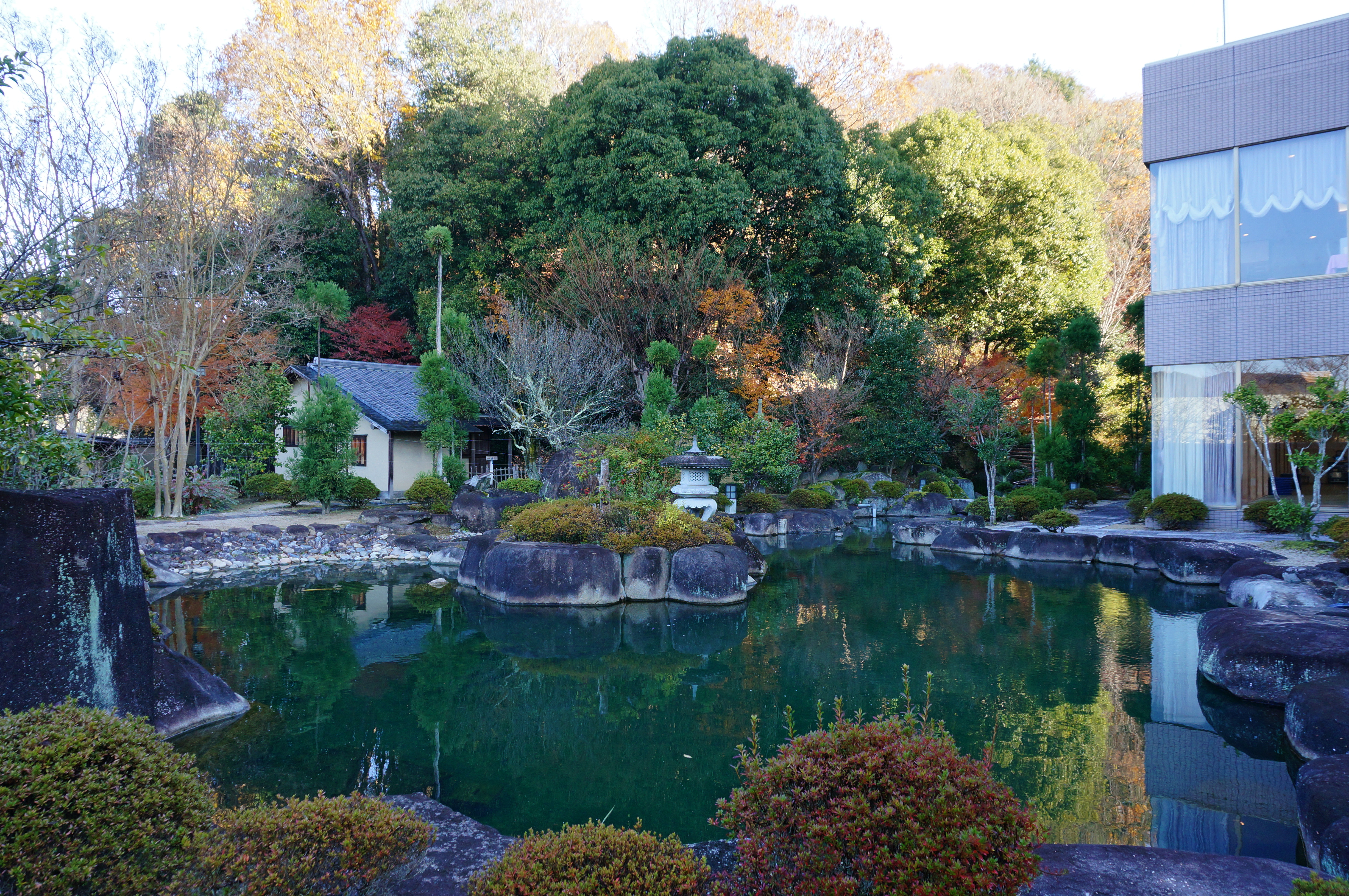
日本庭園
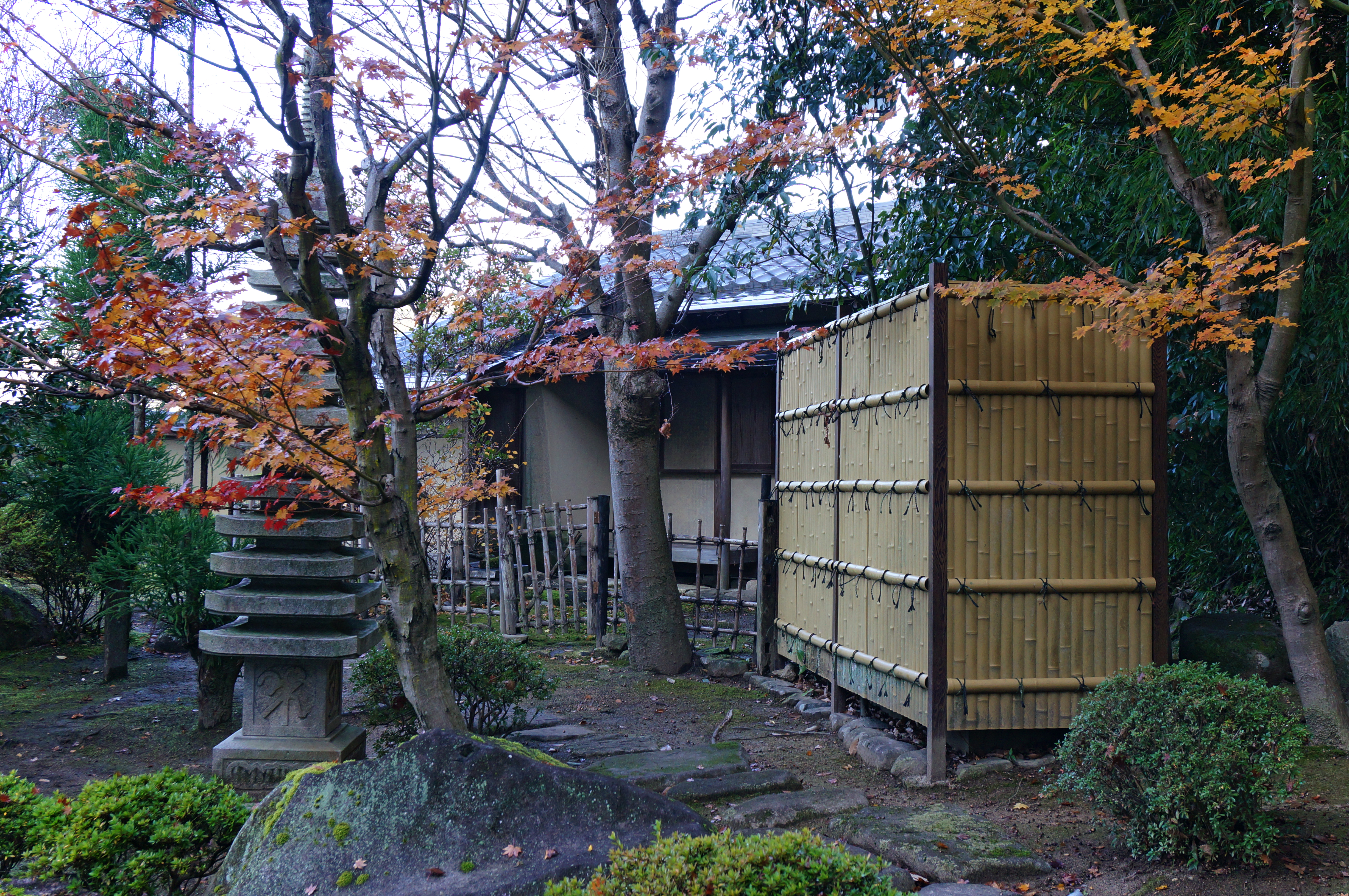
茶室
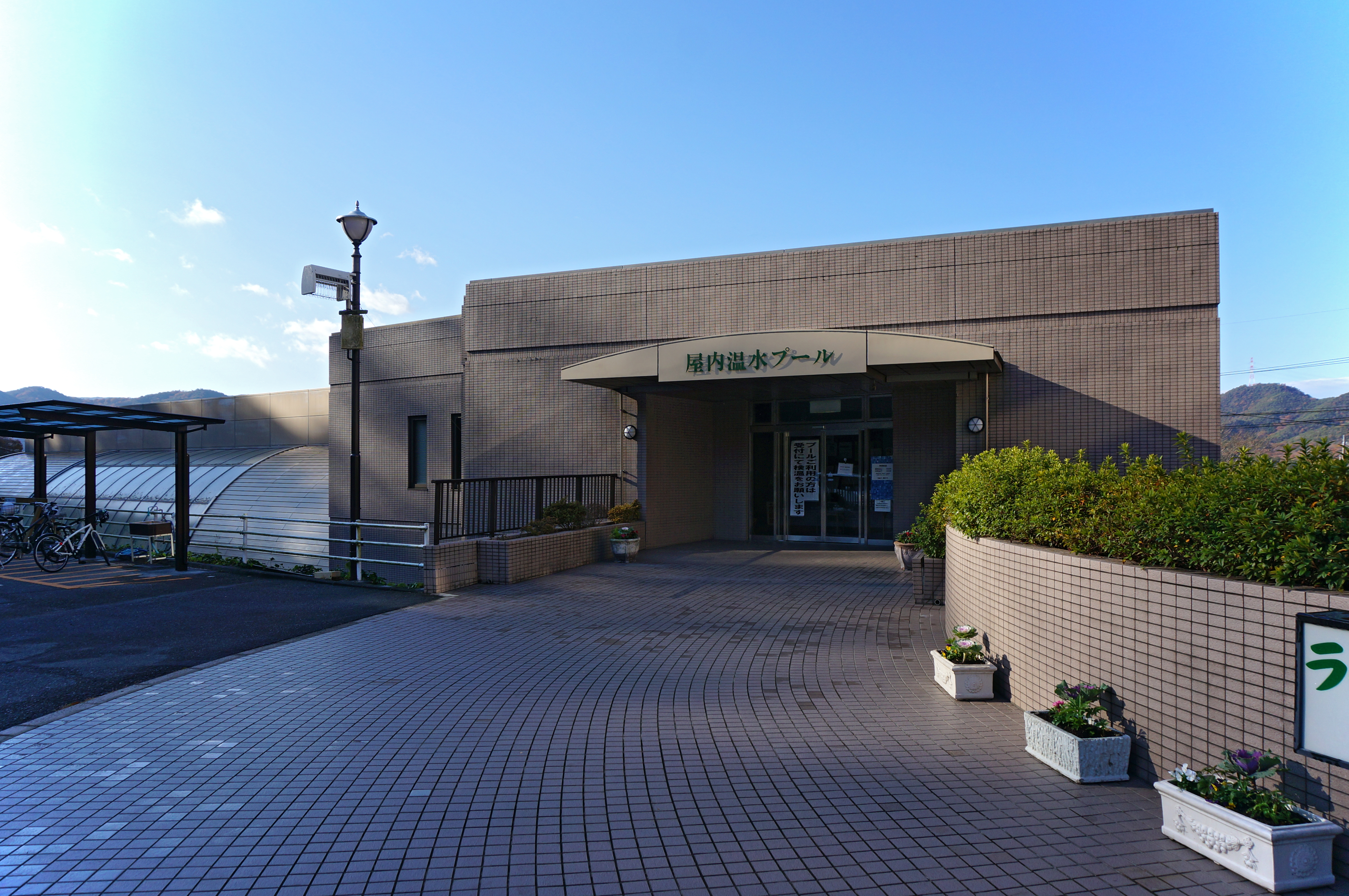
温水プール

## アクセス
- JR山陽本線・和気駅から車で6分。
- 山陽自動車道和気インターチェンジより国道374号経由、車で30分。

## 周辺
- 鵜飼谷の桜並木（徒歩1分）
- 和気ドーム（徒歩1分）
- 和気鵜飼谷交通公園 - 片上鉄道ワム1805を展示（徒歩1分）
- 片上鉄道 益原駅跡（徒歩5分）